# Ramularia nymphaearum
Ramularia nymphaearum är en svampart som först beskrevs av Allesch., och fick sitt nu gällande namn av Ramsb. 1931. Ramularia nymphaearum ingår i släktet Ramularia och familjen Mycosphaerellaceae.   Inga underarter finns listade i Catalogue of Life.